# حماية الطفل عبر الحدود الوطنية
تشير حماية الأطفال عبر الحدود الوطنية إلى حماية الأطفال من العنف والاستغلال والإيذاء والإهمال في بيئة دولية. وعندما يتصل طفل غير وطني بالسلطات العامة ومقدمي الخدمات، توضع مجموعة من الفحوص والتقييمات والتدابير الفورية لتحديد الطفل وتقييم حالته.
وتنص المادة 19 من اتفاقية الأمم المتحدة لحقوق الطفل على حماية الأطفال داخل المنزل وخارجه، بما في ذلك في بلدانهم الأصلية أو بلد إقامتهم أو بلد ثالث. وتنص المادة 2 من الاتفاقية على الحق في عدم التمييز، بمعنى أن للأطفال الحق في الحماية بغض النظر عن الأصل القومي للطفل أو وضعه أو والديه أو الأوصياء القانونيين عليه.
ويجوز للطفل أن يصبح طرفًا في قضية حماية الطفل عبر الحدود الوطنية بسبب الحاجة إلى الحماية، بما في ذلك بسبب التبني الدولي، ولكونه مولودًا لوالدين من جنسيات مختلفة أو متعددة، ولكونه مولودًا في بلد مختلف عن جنسية أحد الأبوين، ولهجرته أو الإتجار به. وإذا كان قاصرًا غير مُرافق أو منفصلًا فإنه يواجه تحديات خاصة.

## تقييم الحالة

### تقييم المصالح الفضلى وتحديدها
تشير المصالح الفضلى المستمدة من المادة 3 من اتفاقية الأمم المتحدة لحقوق الطفل، إلى أنه «يجب أن تكون مصالح الطفل الفضلى هي الاعتبار الأول في جميع الإجراءات المتعلقة بالأطفال، سواء التي تتخذها مؤسسات الرعاية الاجتماعية العامة أو الخاصة، أو محاكم القانون، أو السلطات الإدارية، أو الهيئات التشريعية». ويعني تقييم مصالح الطفل الفضلى «تقييم جميع العناصر اللازمة لاتخاذ قرار في حالة محددة بالنسبة لفرد أو مجموعة محددة من الأطفال وتحقيق التوازن بينها».
إن حق الطفل في أن تؤخذ مصالحه الفضلى كاعتبار أساسي يعني أن مصالح الطفل لها أولوية عالية وليست مجرد اعتبارات من عدة اعتبارات. والتقييم خاص بالطفل كفرد ما يجعل من المهم إقامة علاقة قائمة على الثقة مع الطفل والتواصل بفعالية بلغة يفهمها الفتاة أو الصبي. وينبغي أن تشمل التقييمات على نحو مثالي فريقًا متعدد التخصصات من المهنيين المؤهلين. وتعد تقييمات وتحديد المصالح الفضلى خطوتان من خطوات عملية تهدف إلى تحديد العناصر والوقائع ذات الصلة بطفل معين.
وفي الحالات عبر الوطنية، تشكل عمليات تقييم المخاطر والمرونة عنصرًا أساسيًا في عملية تحديد المصالح الفضلى لأنها تنظر في سياق الوجهة والمصدر وكذلك في كيفية تغير مخاطر ومرونة الطفل على أساس أي قرار يتخذ، وفيما يتعلق باستمرار الهجرة أو النقل إلى دولة أخرى أو العودة إلى الوطن.
تشمل العملية الشاملة لتقييم وتحديد المصالح الفضلى في الحالات عبر الوطنية ما يلي:
- تحديد هوية الطفل وهوية أي شخص مصاحب له ونوعية علاقاته.
- تقييم الحالة، بما في ذلك المكونات التالية:
- الاستماع إلى الطفل.
- تقييم حالة الطفل وخلفيته واحتياجاته.
- الحالة الاجتماعية وتقييم الأسرة.
- جمع الأدلة، بما في ذلك من خلال الفحوص الشرعية والمقابلات مع الطفل.
- تقييمات المخاطر والأمان.
- تحديد مصادر الدعم والمهارات والإمكانيات والموارد من أجل التمكين.
- تطوير مشروع حياة.
- تقييم شامل للأثر على الطفل على أي قرارات محتملة.
- تحديد حل دائم.
- استمرار عمليات التقييم أثناء تنفيذ الحل الدائم مع المتابعة والاستعراض والرصد على النحو الواجب، والتعديلات على ترتيبات الحل الدائم، إذا اقتضى الأمر ذلك، وفقًا لمصالح الطفل الفضلى.[2]

### التقييمات
يمكن إجراء تقييمات المصالح الفضلى بصورة غير رسمية ومخصصة أو كعمليات رسمية وتتناول التقييمات المسائل والقرارات اليومية التي تترتب عليها آثار أكثر أو أقل خطورة على الطفل. وقد تتغير مصالح الطفل الفضلى تغيرًا كبيرًا مع مرور الوقت عندما ينمو الأطفال وتتطور أوضاعهم وقدراتهم، ولذلك قد يلزم إعادة تقييم مصالحهم الفضلى بشكل دوري.

### التحديدات
إن قرارات تحديد المصالح الفضلى هي عمليات رسمية تتم بمشاركة السلطات العامة وصانعي القرارات المحترفين. والهدف من تحديد المصالح الفضلى هو التوصل إلى قرار يستند إلى القانون الوطني الذي يحمي حقوق الطفل ويعزز صحته وسلامته ونموه.
ويزن صانعو القرار جميع العوامل ذات الصلة بالقضية ويتمكنون فيها، مع إيلاء الاعتبار الواجب لجميع حقوق الطفل والتزامات السلطات العامة ومقدمي الخدمات تجاه الطفل. والهدف من عملية تحديد المصالح الفضلى هو تحديد حل دائم. وتُحدد المصالح الفضلى عندما يتوقع أن تكون للمسائل المعنية آثار هامة على حياة الطفل الحالية والمقبلة.